# Chelsey Gullickson
Chelsey Gullickson (* 29. August 1990 in Houston, Texas) ist eine ehemalige US-amerikanische Tennisspielerin. Ihre ältere Schwester Carly Gullickson war ebenfalls Tennisprofi.

## Karriere
Chelsey Gullickson, die mit sechs Jahren mit dem Tennisspielen begann, bevorzugt Sandplätze.
Im Mai 2006 spielte sie ihr erstes ITF-Turnier.
In ihrer Profikarriere konnte sie auf ITF-Turnieren zwei Einzeltitel feiern. 
Ende Oktober 2012 hat sie ihr letztes offizielles Match bestritten und wird seit 2013 nicht mehr in den Weltranglisten geführt.

## Turniersiege

### Einzel
| Nr. | Datum              | Turnier | Kategorie    | Belag     | Finalgegnerin   | Ergebnis      |
| --- | ------------------ | ------- | ------------ | --------- | --------------- | ------------- |
| 1.  | 18. Mai 2008       | Raleigh | ITF $ 25.000 | Sand      | Lauren Albanese | 6:4, 2:6, 6:3 |
| 2.  | 16. September 2012 | Redding | ITF $ 25.000 | Hartplatz | Allie Will      | 6:3, 4:6, 6:2 |